# Michael Onyemachara
Michael Onyemachara (Umuanunu, Estado de Imo, 13 de enero de 1970 - Id., 5 de mayo de 2023) fue un jugador de fútbol nigeriano que jugaba como defensor. Representó a su país a nivel internacional, llegando a disputar la Copa Mundial de Fútbol Sub-20 de 1989, la Copa Mundial de Futsal de 1992 y la Copa Africana de Naciones 1992.

## Trayectoria
Onyemachara desarrolló toda su carrera como jugador profesional en diversos clubes de su país. Comenzó en el Golden Guinea Breweries, pasando luego por las filas del First Bank, el ACB Lagos y el Iwuanyanwu Nationale.
En 1994 sobrevivió a la caída del avión de Oriental Airlines BAC One-Eleven que, el 18 de septiembre de ese año, se estrelló en Túnez.

## Selección nacional
Onyemachara disputó la Copa Mundial de Fútbol Sub-20 de 1989, siendo un hombre clave en ese torneo, especialmente en el duelo en que Nigeria eliminó a la Unión Soviética.
Al año siguiente hizo su debut con la selección absoluta en un duelo ante Ghana.
Integró el plantel que actuó en la Copa Mundial de Futsal de 1992.
Posteriormente disputó la Copa Africana de Naciones 1992.